# Crow Dog

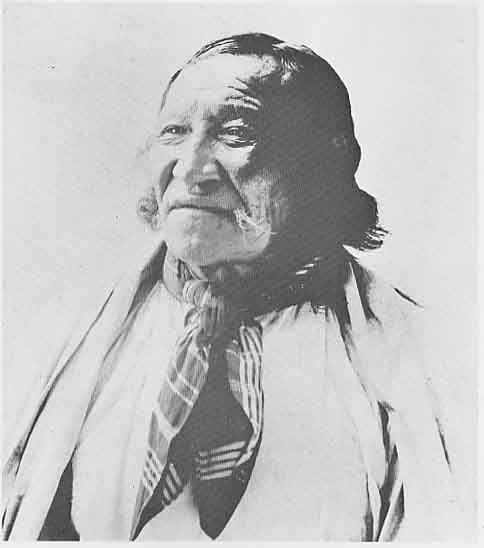
Perro Cuervo (1833-1912), anciano.

Perro Cuervo (en inglés, Crow Dog; en sioux, Kȟaŋǧí Šúŋka y finalmente conocido como Jerome Crow Dog; 1833–1912) fue un subjefe de la tribu brulé, nacido en Horse Stealing Creek, territorio de Montana. Era sobrino del jefe principal Oso Conquistador, quien fue muerto en 1854 en el incidente conocido como la masacre de Grattan. Crow Dog fue uno de los líderes que ayudaron a popularizar la Danza de los Espíritus. Tras recibir una visión, advirtió a varios bailarines que se mantuvieran alejados de una gran reunión de tribus en 1890, salvándolos así de ser víctimas en la masacre de Wounded Knee. También fue el bisabuelo de Leonard Crow Dog (1942-2021), practicante de medicina tradicional herbal, líder de ceremonias de la Danza del Sol y preservador de las tradiciones lakota.
El 5 de agosto de 1881, después de una vieja disputa, Crow Dog disparó y mató al jefe principal Cola Manchada, en la reserva india de Rosebud. Un gran jurado del tribunal territorial de Dakota lo juzgó en Deadwood, Dakota del Sur, y fue condenado a muerte. Fue encarcelado en Deadwood en espera del resultado de sus apelaciones. Según el historiador Dee Brown en su exitoso libro Enterrad mi corazón en Wounded Knee:

"Los funcionarios blancos... desestimaron el asesinato como la culminación de una pelea por una mujer, pero los amigos de Cola Manchada dijeron que fue el resultado de un complot para romper el poder de los jefes..."

En 1883 se presentó un recurso de habeas corpus por un grupo de abogados que se ofrecieron voluntariamente para representarlo pro bono. Su caso fue discutido en noviembre de 1883 ante el Tribunal Supremo de los EE. UU.. El 17 de diciembre de 1883 el tribunal dictaminó en una decisión unánime que de acuerdo con las disposiciones del Tratado de Fort Laramie, firmado el 29 de abril de 1868 y aprobado por el Congreso el 28 de febrero de 1877, la corte del territorio de Dakota no tenía jurisdicción sobre la reserva de Rosebud, por lo que le fue revocada la condena.
Perro Cuervo regresó a la reserva de Rosebud, donde vivió el resto de su vida; allí murió en agosto de 1912.